# Freedom (Rose)
Die Edelrose Freedom (Syn.: DICjem) wurde vom irischen Züchter Colin Dickson 1984 auf den Markt gebracht. Sie wurde aus (Eurorose × Taifun) × Bright Smile gekreuzt. Es ist eine klassische Teehybride mit 9 cm großen, langstieligen, kräftig gelben Blüten, die nicht sehr stark gefüllt sind. Dies ist in regenreichen Gebieten vorteilhaft.
Der Züchtungsstil für Teehybriden mit langen Kronblättern und eleganten Knospen bei nicht zu dichter Füllung auf starken Stielen wird in der Tradition von Henry Bennett seit sechs Generationen von der Rosenzüchterfamilie Dickson gepflegt und wurde weltweit zum Standard bei der Züchtung von Teehybriden.
Seit Ende des 19. Jahrhunderts entstanden in dieser Tradition erfolgreiche Sorten wie Mrs W.J. Grant (1892), Liberty (1902) und George Dickson (1912). In neuerer Zeit züchtete Dickson neben der kräftig gelben Freedom die Sorten Elina (1983), blassgelb – Weltrose 2006, Tequila Sunrise (1988), Gypsy Dancer (1994) in dieser Linie.

## Auszeichnungen
- RHRS GM 1983
- Den Haag GM 1992
- James Mason GM 1997